# Хакерская группа
Хакерская группа — коллектив специалистов в сфере IT, объединённых общим мотивом деятельности.
Как правило задачами хакерских групп являются дестабилизация работы серверов, интернет-ресурсов, взлом порталов или кража данных

## Появление
Первые компьютерные хакеры появились в 1960-е. Этим термином могли называть просто компьютерного любителя. В начале 1980-х хакеры стали объединяться в группы, чему способствовало появление электронных досок объявлений
Тогда же, в 80-х, у хакерского сообщества появилась собственная собственная пресса, хакеры стали упоминаться в кинематографе. И тогда же, с ростом активности хакерских групп, стали принимать первые законы в области информационной безопасности.
Группы хакеров предоставляли доступ к информации и ресурсам, а также возможность учиться ремеслу у других участников сообщества. Хакеры также могли завоевать доверие, будучи связанными с элитной группой. Названия хакерских групп часто пародируют крупные корпорации, правительства, полицию и преступников и часто используют специальную орфографию.

## Направления деятельности
Их цели могут быть как криминального характера — кража данных, вымогательство, шантаж; так и военно-политического — атаки на информационную и другую инфраструктуру определённых корпораций и государств.
Зачастую группировки могут совмещать разные виды деятельности.

## Примеры группировок
- Anonymous — проамериканская международная группа, взлом, DDoS-атаки
- Equation Group — проамериканская группа, вредоносное ПО
- DarkSeoulGang — северокорейская группировка (известная также как Подразделение 121) — взлом, вредоносное ПО
- Decocidio — международная группа климатических активистов
- Iranian Cyber Army — проиранская группировка
- KillNet — пророссийская группировка, DDoS-атаки
- Lazarus Group — просеверокорейская группировка — киберограбления, взлом, вредоносное ПО
- Legion of Doom — хакерская группа из США, одна из самых ранних — фрикинг, взлом БД
- LizardSquad — международная группа
- NoName057(16) — пророссийская группировка, DDoS-атаки
- «Злые русские хакеры» (RaHDit) — пророссийская группировка, взлом, кража данных
- RedHack — протурецкая леворадикальная группа — взлом, кража данных
- REvil — хакерская группа из России — ransomware
- Киберберкут — анонимная группировка — кража данных
- Кибер-Партизаны — белорусская группа по свержению власти Лукашенко, взлом государственных и военно-силовых баз Республики Беларусь.